# Tabanus flavipennis
Tabanus flavipennis är en tvåvingeart som beskrevs av Ricardo 1913. Tabanus flavipennis ingår i släktet Tabanus och familjen bromsar. Inga underarter finns listade i Catalogue of Life.